# Pentino
Un pentino è un idrocarburo alifatico insaturo con 5 atomi di carbonio, da cui la radice penta del nome, e un triplo legame C≡C, da cui il suffisso -ino che contraddistingue gli alchini. 
Ci sono tre isomeri, 2 di posizione ed uno ramificato, con formula bruta C5H8 :
- 1-pentino
- 2-pentino
- 3-metil-1-butino

Tutti e tre gli isomeri sono liquidi volatili e infiammabili a condizioni di temperatura e pressione standard ambiente e praticamente insolubili in acqua. Come la maggior parte degli alchini, gli isomeri sono molto reattivi a causa del loro triplo legame C≡C e possono facilmente polimerizzare o subiscono reazioni di addizione .
| IUPAC                | pent-1-ino                 | pent-2-ino                              | 3-metilbut-1-ino                                |
| altri nomi           | 1-pentino, propilacetilene | 2-pentino, 1-metil-2-etilacetilene      | isopropilacetilene, isopentino                  |
| formula strutturale  | CH3CH2CH2C≡CH              | CH3CH2C≡CCH 3                           | (CH3)2CHC≡CH                                    |
| numero CAS           | 627-19-0                   | 627-21-4                                | 598-23-2                                        |
| numero EINECS        | 210-987-1                  | 210-989-2                               | 209-925-6                                       |
| PubChem              | 12309                      | 12310                                   | 69019                                           |
| formula molecolare   | C5H8                       | C5H8                                    | C5H8                                            |
| massa molare         | 68,12 g mol-1              | 68,12 g mol-1                           | 68,12 g mol-1                                   |
| stato fisico         | fluido                     | fluido                                  | fluido                                          |
| breve descrizione    | liquido incolore           | liquido incolore                        | liquido incolore                                |
| punto di fusione     | −106 °C                    | −109 °C                                 | −90 °C                                          |
| punto di ebollizione | 39-41 °C                   | 55-57 °C                                | 29,5 °C                                         |
| densità              | 0,69 g cm -3               | 0,71 g cm -3                            | 0,666 g cm -3                                   |
| solubilità           | 1,05 g l -1 in acqua       | insolubile in acqua                     | ?                                               |
| Etichettatura GHS    | [ 1 ]                      | [ 2 ]                                   | [ 3 ]                                           |
| Frasi H e P          | 225                        | 225‐315‐319‐335                         | 224‐315‐319‐335                                 |
| Frasi H e P          | 210‐223‐403+235            | 210‐302+352‐304+340 305+351+338‐403+235 | 210‐240‐243‐261‐280 302+352 305+351+338‐403+235 |

## Produzione
La produzione dei pentini può essere effettuata dai rispettivi alcheni, dopo che sono stati preventivamente convertiti nei rispettivi dibromuri, con l'aggiunta di bromo (Br2). Segue l'estrazione di due equivalenti di bromuro (HBr) dai dibromuri, utilizzando una base, che porta alla formazione di un triplo legame e conseguente produzione dei corrispondenti pentini:
Più specificamente, 1-pentino è prodotto da 1-pentene . L'intermedio produce 1,2-dibromopentano , che viene deidrobromurato (solitamente) in presenza di carbonato di potassio (K2CO3), ad alte temperature: 
{\displaystyle \mathrm {CH_{3}CH_{2}CH_{2}CH=CH_{2}+Br_{2}{\xrightarrow {}}CH_{3}CH_{2}CH_{2}CHBrCH_{2}Br{\xrightarrow[{\triangle }]{+K_{2}CO_{3}}}CH_{3}CH_{2}CH_{2}C\equiv CH+2KBr+H_{2}O+CO_{2}} }
Il 2-pentino viene prodotto in modo simile, ma l'estrazione dei due equivalenti di bromidrato dal 2,3-dibromopentano intermedio formato è (solitamente) utilizzando una soluzione di idrossido di potassio (KOH) in etanolo: 
{\displaystyle \mathrm {CH_{3}CH_{2}CH=CHCH_{3}+Br_{2}{\xrightarrow {}}CH_{3}CH_{2}CHBrCHBrCH_{3}{\xrightarrow[{EtOH}]{+2KOH}}CH_{3}CH_{2}C\equiv CCH_{3}+2KBr+2H_{2}O} }
La sintesi del isopentino avviene per bromurazione del 3-metil-1-butene a -60 °C. Si produce 1,2-Dibromo-3-metilbutano intermedio . La separazione dei due equivalenti bromidrato da quest'ultimo avviene (solitamente) utilizzando una soluzione di sodio (NaNH2) in ammoniaca liquida (NH3):
{\displaystyle \mathrm {(CH_{3})_{2}CHCH=CH_{2}+Br_{2}\xrightarrow {-60^{o}C} (CH_{3})_{2}CHCHBrCH_{2}Br{\xrightarrow[{NH_{3}liquida}]{+2NaNH_{2}}}(CH_{3})_{2}CHC\equiv CH+2NaBr+2NH_{3}} }